# كارولينا سبريم
كارولينا سبريم (مواليد 25 أكتوبر 1984)، هي لاعبة تنس محترفة متقاعدة من كرواتيا. فازت بأحد عشر لقبًاK أعلى ترتيب لها هو رقم 17 عالميا ,الذي تم تحقيقه في أكتوبر 2004.

## روابط إضافية
- Karolina-Šprem.com
- Karolina Šprem على موقع رابطة محترفات كرة المضرب
- الاتحاد الدولي لكرة المضرب profile for Karolina Šprem
- Fan site

## وصلات خارجية
- كارولينا سبريم على موقع رابطة محترفات التنس (الإنجليزية)
- كارولينا سبريم على موقع الاتحاد الدولي لكرة المضرب (الإنجليزية)
- كارولينا سبريم على موقع كأس بيلي جين كينغ (الإنجليزية)
- كارولينا سبريم على موقع خلاصة التنس.كوم (الإنجليزية)
- كارولينا سبريم على موقع أوليمبيديا (الإنجليزية)